# Heinz von Foerster
Pour les articles homonymes, voir Foerster.
Heinz von Foerster (Vienne, le 13 novembre 1911 - Pescadero, Californie, le 2 octobre 2002) est un scientifique austro-américain situé à la croisée de la physique et de la philosophie. Il fut l'un des fondateurs de la cybernétique de deuxième ordre et un contributeur important du constructivisme radical. Il est aussi connu pour son intérêt pour l'informatique musicale et la magie.

## Biographie
Von Foerster étudie la physique à l'Université technique de Vienne et à l'Université de Breslau dans les années 1930. Il est influencé par le cercle de Vienne et par son oncle Ludwig Wittgenstein. En 1938, il travaille dans un laboratoire de recherche pour Siemens et, de 1939 à 1945, il effectue des travaux de recherche pour GEMA à Berlin. De 1945 à 1949, von Foerster participe pour le programme de recherche militaire de la Wehrmacht à Vienne à une radio des forces américaines. Il interviewe des artistes et des scientifiques dont le psychiatre Viktor Frankl. Ce dernier l'aide à publier The Memory - a Quantum Mechanical Treatise.
Il émigre aux États-Unis en février 1949, apportant sa monographie sur la mémoire, et remarqué est appointé professeur à l'Université de l'Illinois à Urbana-Champaign. Peu après son arrivée aux États-Unis, il est présenté au neurologue Warren McCulloch qui l'invite à partir de mars 1949 à participer aux célèbres conférences Macy dont il devient vite le secrétaire, chargé de l'édition des Actes. Dans les années 1950, dans le sillon de ses activités avec les cybernéticiens, Heinz von Foerster part étudier la biologie au Mexique pendant six mois avec Arturo Rosenblueth.
En 1958, il forme le Biological Computer Lab, pour étudier les similarités en termes cybernétiques entre la biologie et l'électronique. Il dirige le BCL jusqu'en 1975.
En 1976, von Foerster se lie au Mental Research Institute of Palo Alto lors de la deuxième conférence à la mémoire de Donald D. Jackson où il fait un exposé sur la portée des fondements du constructivisme radical sur la psychothérapie.
Dans le documentaire Das Netz, Heinz von Foerster, lui-même précurseur de la cybernétique reconnaît qu’il est devenu métaphysicien après avoir été physicien en raison des nombreuses questions qui restent toujours en suspens.
Il fut marié à Mai von Foerster.

## Travaux
Heinz von Foerster travailla conjointement avec W. Ross Ashby, John von Neumann, Norbert Wiener, Humberto Maturana, Francisco Varela, Ernst von Glasersfeld, Gordon Pask, Gregory Bateson et Margaret Mead, parmi beaucoup d'autres. Il fut l'éditeur de Cybernétique (1949-1953), transcription des cinq dernière conférences Macy (6e-10e conférences) en quatre volumes, l'auteur de plus de 100 publications et prononça des conférences dans le monde entier jusqu'à un âge très avancé.

### Laboratoire pour un ordinateur biologique
En 1949, Von Foerster a commencé à travailler à l'université de l'Illinois à Urbana-Champaign. Là, il a formé le Biological Computer Lab, faisant l'étude des similitudes entre les systèmes cybernétiques en biologie et en électronique.

### Conférences Macy
Il était le plus jeune membre du groupe de base de la conférences Macy et rédacteur en chef des cinq volumes de Cybernétique (1949-1953), une série de transcriptions de conférences qui sont d'importants entretiens transdisciplinaires ayant fondé le champ de la science du même nom. Il a été celui qui a suggéré que le nom de « cybernétique » (appellation qu'utilisait Norbert Wiener dans son livre de 1948) soit appliquée à cette série de conférences, qui avait auparavant été qualifiée de « causalité circulaire et mécanismes de rétroaction dans les systèmes biologiques et sociaux ».

### Équation du jour du destin
L'Équation du jour du destin (Doomsday Equation en anglais) est une formule mathématique et statistique visant à démontrer l'évolution probable de la démographie dans le futur.
Un numéro de 1960 de la revue Science contenait un article de von Foerster et de ses collègues PMMora et LWAmiot qui proposait une formule représentant un meilleur ajustement des données historiques disponibles sur la population mondiale et permettant de prévoir une croissance future de la population.
La formule a donné 2,7 milliards pour la population du monde en 1960 et prédit que la croissance de la population deviendrait infinie d'ici le vendredi 13 novembre 2026 — le 115e anniversaire de naissance d'Heinz von Foerster —, une prédiction qui lui a valu le nom d'« équation Doomsday ».
La base de données de population provient de sources diverses ; von Foerster et ses étudiants ont conclu que la croissance de la population mondiale au cours des siècles a été une forte exponentielle. De la bouche de von Foerster, la prévision était fondée sur une extrapolation dans l'avenir selon le temps qu'il faut pour que la population double, avec la constatation que mathématiquement l'évolution diminuerait à zéro à cette date, comme une singularité technologique.
Les critiques de sa prévision portent sur les motifs de la gestation humaine avec un temps fini de 9 mois et le fait que la transparence des systèmes biologiques persiste rarement en croissance exponentielle, pour toute longueur de temps substantielle. Ceux qui ont connu von Foerster pouvaient voir dans ses répliques un sens de l'humour évident.

#### Les recherches récentes
Des recherches récentes ont confirmé la justesse de la base des constatations de von Foerster. La croissance hyperbolique de la population mondiale observée avant les années 1970 a récemment été corrélée à une boucle de rétroaction (feedback) positive non linéaire du second ordre entre la croissance démographique et le développement technologique, qui peut être énoncée comme suit :
- La croissance technologique implique une augmentation de capacité, une augmentation du nombre de personnes qui peuvent survivre sur toute parcelle de terre donnée.
- La croissance démographique (plus de personnes) implique plus d'inventeurs potentiels et donc une accélération supérieure de la croissance technologique.
- L'accélération de la croissance technologique provoque l'accélération de la croissance de la capacité de charge, dans une boucle de rétroaction positive.
- L'accélération de la croissance de la population reboucle également en accélérant la croissance du nombre d'inventeurs potentiels, puis une croissance encore plus rapide technologique.
- Par conséquent, une croissance encore plus rapide de la capacité intellectuelle culturelle pour les humains et biologique pour la vie, et ainsi de suite dans une boucle de rétroaction.

### Conjecture de von Foerster
A l'occasion du séminaire du CIDOC à Cuernavaca en 1976, von Foerster propose l'hypothèse selon laquelle plus les éléments d'un système sont solidement connectés, moins ils auront d'influence sur le système dans son ensemble.
Interprétée dans le champ des sociétés humaines, la conjecture est transformée en théorème mathématique par Jean-Pierre Dupuy, Henri Atlan, Moshe Koppel et porte le nom de théorème de von Foerster-Dupuy.

## Citations
- Le monde, tel que nous le percevons, est de notre invention[7].
- Agissez toujours de manière à accroître vos choix (vos possibilités)[8]. (voir entropie)
- Le problème n’est pas la vérité, le problème c’est la fiabilité[9].

« Lutz Damneck : On laisse s’étendre des systèmes de ‘machines’, quasiment à l’infini ?
- von Foerster : Oui.
- Lutz Damneck : N’est-ce pas risqué ou dangereux ?
- von Foerster : Oui. Dans ce système de ‘machines’, tous les énoncés sont exacts (constructivisme, structuralisme) et c’est exactement ce que l’on veut.
- von Foerster : Et pourquoi sont-ils exacts ? Parce qu’ils (la population, et les propositions mathématiques) se déduisent tous les uns des autres.
- Lutz Damneck : À quoi cela conduit-il ?
- von Foerster : À d’autres déductions.
- Lutz Damneck : Mais il existe bien une limite ?
- von Foerster : Non, c’est l’avantage, on peut toujours aller plus loin.
- Lutz Damneck : Dans la logique ?
- von Foerster : Oui c’est ça.
- Lutz Damneck : Mais dans la réalité ?
- von Foerster : Où se trouve la réalité ? Montrez-la-moi. »

Discours à deux niveaux, Dans Das Netz, Voyage en cybernétique. »